# Jacob Tamarkin
Jacob David Tamarkin (Cherniguive, 10 de julho de 1888 — Bethesda, 18 de novembro de 1945) foi um matemático ucraniano-estadunidense.
Estudou matemática na Universidade de São Petersburgo a partir de 1906, lá trabalhando de 1910 a 1917, como docente. Já em 1906 publicou um artigo sobre teoria dos números, em coautoria com Alexander Friedmann, dedicando-se porém depois à física-matemática, influenciado por Vladimir Steklov. Em 1917 doutorou-se sob a orientação de Andrei Markov. De 1920 a 1922 foi também professor em Perm.
Insatisfeito com a situação política, fugiu em 1925 para os Estados Unidos, onde trabalhou na Faculdade de Dartmouth. A partir de 1927 lecionou na Universidade Brown. De 1940 a 1944 foi editor do Mathematical Reviews. Faleceu em consequência de um ataque cardíaco.